# Silnice II/483
Silnice II/483 je silnice druhé třídy vedoucí Moravskoslezským krajem (okresy Nový Jičín a Frýdek-Místek). V západo–východním směru spojuje silnici I/57 (křižovatka v Hodslavicích) a silnici I/56 (křižovatka ve Frýdlantě nad Ostravicí). Ve Frenštátě pod Radhoštěm navíc křižuje silnici I/58.
Celková délka silnice je zhruba 30 km.

## Průběh
Silnice prochází obcemi:
- Hodslavice –
- Mořkov
- Veřovice –
- Bordovice
- Frenštát pod Radhoštěm –
- Kunčice pod Ondřejníkem
- Čeladná
- Frýdlant nad Ostravicí –